# Ausgestopfter

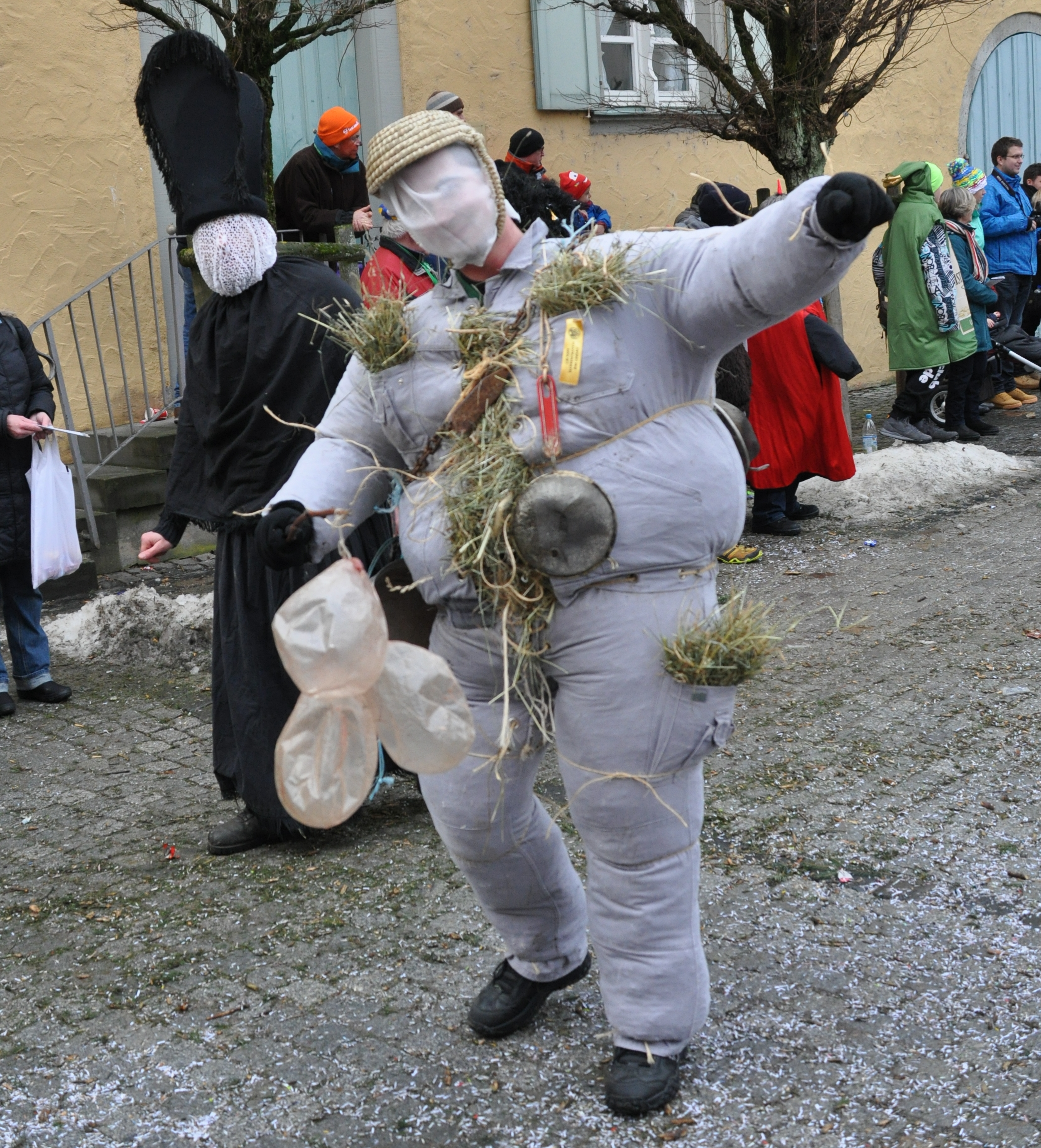
Ausgestopfter bei einem Narrentreffen in Lindau, 2016

Der Ausgestopfte (auch Sauigel) ist eine derbe bäuerliche Fasnetsfigur der alten Empfinger Fleckenfasnet und treibt sein Unwesen in Gruppen auf den Straßen und in den Gastwirtschaften Empfingens. Er erscheint am Fasnetsmontag, früher auch am Fasnetsdienstag.

## Beschreibung und Geschichte
Bekleidet ist er mit alter Kleidung (Ortsdialekt: „Häs“) in größeren Konfektionsgrößen, deren Zwischenraum zum Körper mit Heu oder Stroh prall ausgestopft wird.
Als Kopfbedeckung dienen alte, geflochtene Brotbackformen („Grättle“), Lampenschirme oder alte Hüte. Auf dem Rücken trägt er oft einen alten Maurer-Rucksack, behängt mit verrosteten Utensilien wie Mausefallen, Stalllaternen, Pfannen, manchmal auch Knochen, zur Gesichtsvermummung dient ein Gardinenstück. Mit alten Kinderwagen („Chaise“) und ausgebrauchten Fahrrädern verunsichert er den Ort und chauffiert Passanten in der Gegend herum. Bewaffnet ist er mit einer an einem Stock befestigten Schweinsblase („Sau-Bloder“), die er drohend auf den Boden drischt, um Passanten zu erschrecken. Er wälzt sich auch recht gerne auf der Straße herum. Wegen seines groben Gebarens wird der Ausgestopfte auch Sauigel genannt.
Diese Figur der Empfinger Fasnet war nicht sonderlich beliebt, die Narrenzunft verzichtete 1951 bei deren Gründung auf eine Übernahme in den Verein. Jedoch betrieben die Kameradschaften des Ortes diese Tradition unorganisiert weiter und dadurch gibt es die Ausgestopften als Freies Brauchtum in Empfingen noch heute.

## Bekannte Bräuche und Figuren
- Ausgestopfter oder Sauigel in Empfingen
- Lumpenhund in Gengenbach (wurde früher auch als Ausgestopfter bezeichnet)
- Wuescht in Villingen